# Astrid Hjertenæs Andersen
Astrid Hjertenæs Andersen (ur. w 1915 w Horten, zm. 1985) − norweska poetka i tłumaczka z języka węgierskiego.
Uważa się ją za jedną z ważniejszych poetek norweskich okresu powojennego. Zadebiutowała w 1945 tomikiem tradycyjnych w formie wierszy De ville traner. Jej późniejsze utwory charakteryzowała bardziej nowoczesna forma, bez stałego rytmu i regularnych rymów. W jej poezji odnaleźć można odwołania do filozofii, mitologii i dawnej poezji, ponieważ Astrid Hjertenæs Andersen zakładała, że zadaniem poety jest podtrzymywać ducha tradycji i piękna. Opisywała też doświadczenia bliskie kobietom, zwłaszcza w wierszu Kvinnen og dansen ze zbioru Strandens kvinner z roku 1955.

## Utwory
- De ville traner (poezja), 1945
- De unge søylene (poezja), 1948
- Skilpaddehagen (poezja), 1950
- Strandens kvinner (poezja), 1955
- Vandrersken (poezja), 1957
- Pastoraler (poezja), 1960
- Treklang (poezja – wybrane poezji razem z Astrid Tollefsen(inne języki) i Gunvor Hofmo(inne języki)), 1963
- Frokost i det grønne (poezja), 1964
- Dr. Gnomen (proza), 1967
- Hyrdefløyten – epistler fra Algerie (proza), 1968
- Som en vår (wybór wierszy), 1970
- Rosenbusken (poezja), 1972
- Svaner og nåtid – epistler fra Island (proza), 1973
- Et våroffer (wiersze), 1976
- De tyve landskaper (poezja), 1980
- Samlede dikt (poezja), 1985